# Jane Hirshfield
Jane Hirshfield (ur. 24 lutego 1953 w Nowym Jorku) – poetka amerykańska.

## Życiorys
Jane Hirshfield urodziła się 24 lutego 1953 w Nowym Jorku. Bakalaureat uzyskała na Princeton University. Należała do pierwszego rocznika, w którym studiowały kobiety. Potem studiowała w San Francisco Zen Center.

## Twórczość
Jane Hirshfield wydała kilka tomów wierszy, Alaya (1982), Of Gravity & Angels (1988), The October Palace (1994), The Lives of the Heart (1997), Given Sugar, Given Salt (2001), After (2006), Come, Thief (2011) i The Beauty (2015). Wraz z Mariko Aratani opublikowała antologię dawnej poezji japońskiej The Ink Dark Moon: Poems by Ono no Komachi and Izumi Shikibu, Women of the Ancient Court of Japan (1990).